# Evan Ndicka
Obite Evan Ndicka (nascut el 20 d'agost de 1999) és un futbolista professional francès que juga com a defensa a'AS Roma de la Serie A. És internacional amb Costa d'Ivori.
Ndicka es va formar al futbol base de l'Auxerre i va fer el seu debut com a sènior al club el gener de 2017, als 17 anys. Va passar la temporada i mitja següent al club, fent 14 aparicions sènior abans de fitxar per l'Eintracht de la Bundesliga el juliol del 2018.

## Carrera de club

### Auxerre
Després d'haver-se unit a l'Auxerre de la Ligue 2 als 13 anys, Ndicka va progressar a l'acadèmia del club i va fer el seu debut com a professional el 27 de gener de 2017, començant com a titular amb una victòria per 1-0 sobre el Clermont. Va signar el seu primer contracte professional amb el club el 5 de febrer. Finalment, va jugar 14 partits amb el club durant la temporada següent i la meitat abans de fitxar per l'Eintracht Frankfurt de la Bundesliga per una quantitat de 5,5 milions d'euros.

### Eintracht Frankfurt
El 5 de juliol de 2018, Ndicka va signar per l'Eintracht amb un contracte de cinc anys. Ràpidament va esdevenir un membre important de la plantilla del primer equip i va participar regularment al club a la lliga i l'Europa League. El febrer de 2019, les seves actuacions li van valer el premi de debutant del mes de la Bundesliga, un títol mensual atorgat al jugador menor de 23 anys amb més rendiment en un mes determinat, i el va fer també nominat per al premi de debutant de la temporada. A partir d'aleshores, només es va perdre un partit durant la resta de la temporada, en la qual el club es va perdre per poc la classificació per a la Lliga de Campions.
Havent format part de l'equip que va guanyar la Lliga Europa de la UEFA 2021–22, El juny de 2023, Ndicka va deixar oficialment l'Eintracht després de cinc temporades, després de l'expiració del seu contracte.

### Roma
El 21 de juny de 2023, Ndicka va signar per l'AS Roma de la Serie A amb un contracte de cinc anys. El 14 d'abril de 2024, durant un partit contra l'Udinese Calcio a la Sèrie A al minut 73, Ndicka es va desplomar a causa d'un dolor al pit; finalment se'l van endur en llitera, tot i que estava conscient. El partit es va suspendre quinze minuts després amb un empat a 1. El club va declarar més tard que Ndicka estava conscient i va ser traslladat a un hospital per a "més controls"..
El 28 de novembre de 2024, Ndicka va marcar el seu primer gol amb el club en un empat a 2 fora de casa contra el Tottenham Hotspur FC a la UEFA Europa League. Durant la temporada 2024-25, va esdevenir el primer jugador de camp de la Roma des del 2004 a jugar tots els minuts dels 38 partits de lliga sense ser substituït.

## Carrera internacional
Ndicka va néixer a França i és d'origen camerunès. Va representar França a nivell sub-16 i sub-17 i va ser convocat per primera vegada a la selecció sub -18 pel tècnic Bernard Diomède el març de 2017. Després va jugar per a totes les seleccions juvenils franceses fins a la selecció nacional sub-21.